# Franziska Ponitz
Franziska Ponitz (* 1952) ist eine deutsche Film- und Theaterschauspielerin.

## Leben
Ponitz wuchs in Brasilien auf. Im Alter von 30 Jahren bekam sie als Autodidaktin ein Erstengagement am Landestheater Dinkelsbühl. Es folgten Festengagements am Stadttheater Ingolstadt, am Theater Bremen, an der Hamburgischen Staatsoper, der Freien Volksbühne Berlin und am Schauspiel Köln.
Ihr Filmdebüt gab sie 1992 an der Seite von Matthias Fuchs in Des Lebens schönste Seiten und hat seitdem in Film- und Fernsehproduktionen mitgewirkt, unter anderem an der Seite von Til Schweiger in Lemgo und in Die Anruferin von Felix Randau.

## Filmografie (Auswahl)
- 1992: Des Lebens schönste Seiten
- 1994: Lemgo
- 1995: Die Eroberung der Mitte
- 1999: Verlorene Kinder
- 2006: Der Kriminalist
- 2007: Die Anruferin
- 2008: Im Namen des Gesetzes
- 2009: Lautlose Morde
- 2014: Als wir träumten
- 2015: Gut zu Vögeln
- 2017: Storkow Kalifornia
- 2023: LasVegas